# Békéssámson
Békéssámson é um município da Hungria, situado no condado de Békés. Tem 71,21 km² de área e sua população em 2015 foi estimada em 2.381 habitantes.